# Добрушка Вас
Добрушка Вас (словен. Dobruška vas) је насељено место у општини Шкоцјан, регија Југоисточна Словенија, Словенија.

## Историја
До територијалне реорганизације у Словенији била је у саставу старе општине Ново Место.

## Становништво
У попису становништва из 2011. године, Добрушка Вас је имала 338 становника.
| Број становника према пописима | Број становника према пописима | Број становника према пописима |
| ------------------------------ | ------------------------------ | ------------------------------ |
| 1991                           | 2002                           | 2011                           |
| 195                            | 258                            | 338                            |

Напомена: Године 1999. извршена је мања размена територије између насеља Добрава при Шкоцјану и Добрушка вас, а 2010. између насеља Добрушка вас и Худење.